# وسام فرسان الفيل

طوق وسام فرسان الفيل.

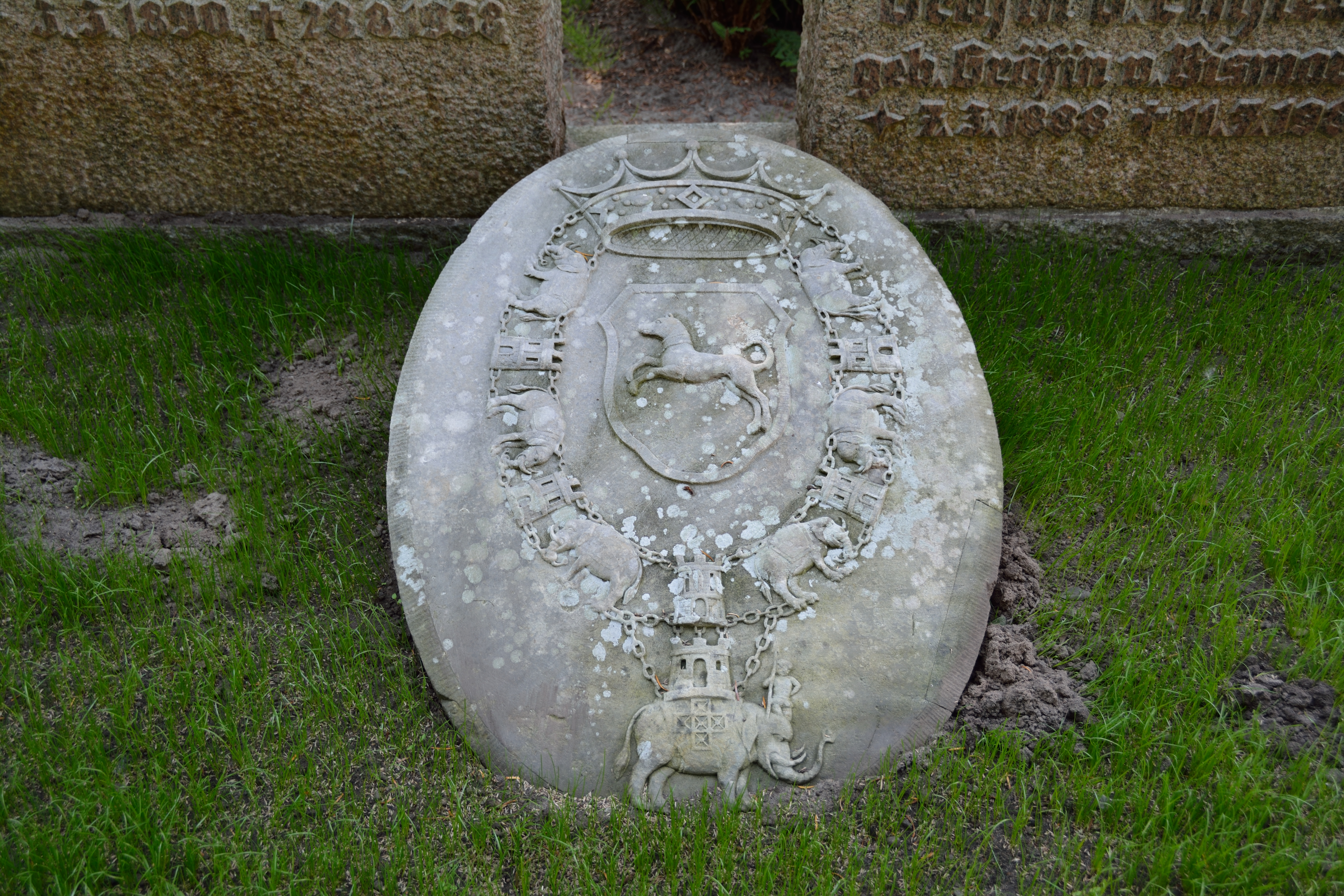
شعار النبالة للعائلة مع طوق الأمر على شاهد القبر في Heiligenstedten.

وسام فرسان الفيل (بالدنماركية: Elefantordenen)‏ هو وسام دنماركي من الفروسية وهو أعلى وسام في الدنمارك. تعود أصولها إلى القرن الخامس عشر، ولكنها موجودة رسميًا منذ عام 1693، ومنذ إنشاء الملكية الدستورية في عام 1849، تُستخدم الآن بشكل حصري تقريبًا لتكريم الملوك ورؤساء الدول. 

## تاريخ
تأسست أخوية دينية دنماركية تسمى زمالة والدة الإله، تقتصر على حوالي خمسين عضوًا من الأرستقراطية الدنماركية، في عهد كريستيان الأول خلال القرن الخامس عشر. أظهرت شارة من أخوية مريم العذراء عقد لها ابن في غضون هلال وحاصرت مع أشعة الشمس، ومعلقة من ذوي الياقات البيضاء من الروابط في شكل من الفيلة مثل الكثير من طوق الحالي للترتيب. بعد الإصلاح في عام 1536، تلاشت الأخوة، لكن شارة على شكل فيل مع ملفه الشخصي على جانبه الأيمن لا تزال تمنح من قبل فريدريك الثاني.  قد تكون هذه الشارة الأخيرة مستوحاة من شارة مكتب قسيس الأخوية المعروف أنها كانت في شكل فيل. تم وضع النظام في شكله الحالي في 1 ديسمبر 1693 من قبل الملك كريستيان الخامس حيث أنه يحتوي على فئة واحدة فقط تتكون من 30 فارسًا نبيلًا بالإضافة إلى السيد الكبير (أي الملك) وأبنائه.  تم تعديل النظام الأساسي للأمر في عام 1958 بأمر ملكي بحيث يمكن لكل من الرجال والنساء أن يكونوا أعضاء في النظام.
استمد تصميم الفيل والقلعة من الهودج، وهي عربة مثبتة في ظهر الفيل. تم استخدام هذا النوع من النقل في الغالب في شبه القارة الهندية، وكان الدنماركيون يعرفون ذلك وبالتالي لديهم القدرة على اعتماد هذا التصميم منذ أن حكموا أجزاء معينة من الهند كجزء من إمبراطوريتهم الاستعمارية الصغيرة. تم استبدال الهويد الهندي غير المألوف في هذه الحالة بقلعة أوروبية مألوفة، على الرغم من بقاء الفارس الهندي على الفيل.

## تعبير
العاهل الدنماركي هو رأس النظام. أعضاء العائلة المالكة هم أعضاء في النظام، كما يتم تجنيد رؤساء الدول الأجنبية. في ظروف استثنائية للغاية يمكن أيضًا قبول عامة الناس. كان آخر عضو في النظام الذي لم يكن رئيسًا حاليًا أو سابقًا للدولة ولا ملكيًا هو Mærsk Mc-Kinney Møller، وهو رجل صناعي ومحسن رائد.
يتكون ترتيب الفيل من فئة واحدة: فارس من وسام فرسان الفيل ( Ridder af Elefantordenen، عادةً ما يتم اختصارها كـ RE بالأحرف وما إلى ذلك). يُمنح فرسان النظام مكانًا في الدرجة الأولى من ترتيب الأسبقية الدنماركي.

## الشارات والعادات

شعار النبالة لفريدريك الرابع ملك الدنمارك والنرويج محاطًا بأطواق وسام فرسان الفيل ووسام Dannebrog

- طوق الطلب من الذهب. وتتكون من الأفيال والأبراج بالتناوب. يوجد على غلاف الأفيال حرف D يرمز إلى Dania، وهي كلمة لاتينية من العصور الوسطى تعني الدنمارك. وفقًا لقوانين الأمر، لا يُلبس الياقة عادةً إلا في يوم رأس السنة الجديدة (خلال محكمة رأس السنة الجديدة للملك الدنماركي) وفي المناسبات الكبرى (التتويج أو اليوبيل).
- شارة الطلب عبارة عن فيل مصنوع من الذهب المطلي بالمينا البيضاء مع علب زرقاء. فهو يقع في حوالي 5 ارتفاع سم. يحمل الفيل على ظهره برج مراقبة من الماسونية الوردية المطلية بالمينا محاطة بصف من قطع الماس الصغيرة في الأسفل مع صف آخر أسفل الشق في الأعلى. أمام البرج وخلف رأس الفيل (الذي يوجد في جبهته ماسة مرصعة بماسات أصغر لعينيه ) يجلس مور محوت يرتدي ملابس ملونة وعمامة ويمسك بقضيب ذهبي ؛ يوجد على الجانب الأيمن من الفيل صليب من خمسة قطع كبيرة من الماس المقطوع وعلى الجانب الأيسر يحمل الفيل حرفًا واحدًا متوجًا للعاهل عند صنعه. يوجد في الجزء العلوي من البرج خاتم ذهبي كبير مطلي بالمينا يمكن من خلاله تعليق الشارة من الياقة أو ربطها في وشاح النظام. هناك حوالي 72 فيلًا في ديوان الرهبنة أو متداولون. تشير التقديرات إلى أنه مع عدد غير معروف من الأفيال في المتاحف حول العالم، فإن العدد الإجمالي للأفيال يبلغ حوالي مائة. [4]
- نجمة الترتيب هي نجمة فضية ذات ثمانية رؤوس بأشعة ناعمة. يوجد في وسطه قرص مطلي بالمينا باللون الأحمر عليه صليب أبيض [5] محاط بإكليل من الغار من الفضة. يتم ارتداؤها على الجانب الأيسر من الصدر.
- وشاح الطلب من تموج في النسيج الحريري باللون الأزرق الفاتح و 10 سم واسعة للرجال 6 سم واسعة للنساء. يتم وضعه على الكتف الأيسر مع استراحة الفيل على الورك الأيمن. لا يتم ارتداء الياقة عند استخدام الوشاح.
- كان الأمر في الأصل عادة مميزة من قبل فرسان ارتداؤها في مناسبات رسمية جدا [6] تتكون من البيض صدرة والأبيض المؤخرات، وجوارب بيضاء وحذاء أبيض، وأكثر من التي كان يرتديها حمراء عباءة مع بطانة بيضاء ومع نجم طلب مطرز بالفضة على الجانب الأيسر. فوق هذا الوشاح الأحمر، كان يرتدي عباءة كتف بيضاء قصيرة مع ياقة واقفة، ومطرزة بتناثر العديد من ألسنة اللهب الذهبية، والتي كانت تُلبس على طوق النظام (كانت العادة تُلبس دائمًا مع ياقة النظام، وليس مع شريطها أبدًا). كان لهذه العادة أيضًا قبعة سوداء مع عمود من ريش النعام الأبيض والأحمر. كانت هذه العادة مطابقة تقريبًا لتلك التي يرتديها فرسان وسام دانيبروغ.

عند وفاة فارس من وسام فرسان الفيل، يجب إعادة شارة الأمر. هناك استثناءات قليلة معروفة.
- باريس، متحف المستشارية- طوق معروض
- الولايات المتحدة الأمريكية، وشاح وشارة دوايت أيزنهاور، معروضة في مكتبته الرئاسية.

### ملك الأوامر الملكية الدنماركية للفروسية
- ملكة الدنمارك

### ضباط فرع رهبنة الفروسية الملكية الدنماركية
- المستشار: الأمير يواكيم، الابن الأصغر للملكة
- السكرتير: هينينج فوده، تشامبرلين، السكرتير الخاص للملكة
- أمين الصندوق: السفير بول فيشر، إل إل، تشامبرلين
- سكرتير الفرع: بير ثورنيت، تشامبرلين، رئيس TRH ولي العهد وأسرة ولي العهد
- مؤرخ الفصل: كنود جي في جيسبرسن، د. فيل.

## فرسان بارزون آخرون
وقد اشتمل الفرسان السابقون على: 
- تايكو براهي، عالم فلك (1578) [8]
- هاينريش رانتزاو، عالم إنساني ألماني-دانمركي، كاتب ومنجم ورجل دولة (1580) [9]
- جاكوب فان فاسينير أوبدام، ملازم أول هولندي (1659) [10]
- إغبرت بارثولوميوش كورتينير، نائب أميرال هولندي (1659)
- كورنيليس ترومب، أميرال عام هولندي ودنماركي (1676)
- إرنست ألبريشت فون إبرشتاين، القائد العسكري (1676)
- إرنست هاينريش فون شيميلمان، سياسي ومالك الأرض (1790)
- دوق ويليام فريدريك فيليب من فورتمبيرغ، الجنرال الدنماركي وحاكم كوبنهاغن خلال ( معركة كوبنهاغن (1801) )
- ألبرت، الأمير القرين، (10 يناير 1843) [11]
- جي بي إس إستروب، مالك أرض دنماركي، وسياسي ورئيس مجلس الدولة (1878)
- فيكتور عمانويل الثالث، ملك إيطاليا (1891)
- دوق روسيا الأكبر نيكولاس نيكولايفيتش (1909)
- فيلهلم تومسن، أستاذ، دكتور فيل، عالم لغوي دنماركي (1912) [12]
- إتش إن أندرسن، رجل الأعمال الدنماركي، القنصل العام، مستشار الدولة الفخري (1919)
- سي جي إي مانرهايم، رئيس جمهورية فنلندا، مارشال فنلندا (1919)
- أمبرتو الثاني، ملك إيطاليا، ثم أمير بيدمونت وريث العرش (1922)
- هيروهيتو، إمبراطور اليابان ثم ولي العهد (1923)
- ستانيسلاف فويتشوفسكي، رئيس جمهورية بولندا (1923)
- توماش ماساريك، رئيس جمهورية تشيكوسلوفاكيا (1925)
- رضا شاه من بلاد فارس (الاسم السابق لإيران ) (1937)
- ميكلوس هورثي، نائب الأدميرال النمساوي المجري، ريجنت مملكة المجر (1940)
- برنارد لو مونتغمري، أول فيكونت مونتغمري من العلمين، المشير البريطاني الميداني (1945) [13]
- دوايت أيزنهاور، رئيس الولايات المتحدة الأمريكية، جنرال الجيش (1945) [14]
- نيلز بور، الأستاذ الدكتور فيل. & عالم. & Techn.، الفيزيائي الدنماركي والحائز على جائزة نوبل، تفسير كوبنهاغن الواضح («نظرية الذرة») (1947) [12]
- الأمير فيليب دوق إدنبرة (1947) [15]
- السير ونستون تشرشل، رئيس الوزراء البريطاني والحائز على جائزة نوبل (1950) [14]
- هيلا سيلاسي، إمبراطور إثيوبيا (21 نوفمبر 1954)
- الأميرة إليزابيث من الدنمارك، دبلوماسية دنماركية وابنة عم مارغريت الثانية ملكة الدنمارك (1962)
- جوليوس نيريري، رئيس جمهورية تنزانيا المتحدة (1970)
- جوزيب بروز تيتو، رئيس جمهورية يوغوسلافيا الاتحادية الاشتراكية (1974)
- ريتشارد فون فايتساكر، رئيس جمهورية ألمانيا الاتحادية (1989)
- نيكولاي تشاوشيسكو، رئيس جمهورية رومانيا الاشتراكية (ملاحظة: مُنحت في نوفمبر 1980 لزيارة الدولة إلى الدنمارك، لكن الملكة ألغتها في 23 ديسمبر 1989. أعيدت الشارة إلى الدنمارك وحذف اسم تشاوشيسكو من القوائم الرسمية. ) [16]
- أوسكار لويجي سكالفارو، رئيس الجمهورية الإيطالية (1993)
- نيلسون مانديلا، رئيس جمهورية جنوب أفريقيا (1996) [13]
- ميرسك ماك كيني مولر، قطب الشحن الدنماركي (2000) [12]

نيكولاس لودفيغ ريتشسجراف فون زينزيندورف (1700 - 1760)

## روابط خارجية
- وسام فرسان الفيل [17] وسام نجمة الفيل.
- وسام فرسان الفيل فريدريك الثاني.
- وسام فرسان الفيل كريستيان الرابع.
- وسام فرسان الفيل كريستيان الخامس، مصغر.
- وسام فيل فريدريك السابع، مصغر.
- وسام Dannebrog و Order of Dannebrog Star.[18]
- قاعدة بيانات حول الميداليات الدنماركية، بما في ذلك وسام فرسان الفيل